# HUXA
HUXA er akronym for Høgravendur Ungdómur X við A (Højreorienteret Ungdom kryds ved A), der er en politisk ungdomsorganisation tilknyttet det konservative parti Fólkaflokkurin på Færøerne, som har partibogstavet A på valglisterne. Organisationen hed førhen Fólkafloksungdómur (FU) og kaldes ofte HUXA Fólkafloksungdómur. Politisk kan HUXA sammenlignes med Konservativ Ungdom i Danmark eller Unge Høyre i Norge.
Erling Mørkøre er formand for HUXA

## Formænd
- Rói B. Poulsen 2011–d.d.
- Hanus Samró 2010–2011
- Bjørk Olsen 2007–2010
- Regin W. Dalsgaard 2003–2007
- Sólja Fríða Jóanisdóttir 2001–2003